# خسته از کشتار (فیلم ۲۰۰۸)
خسته از کشتار (انگلیسی: Pistol Whipped) یک فیلم آمریکایی اکشن محصول سال ۲۰۰۸ که توسط رول رین کارگردانی و ستاره فیلم استیون سیگال می‌باشد. نسخه ویدیویی این فیلم در تاریخ ۴ مارس ۲۰۰۸ در ایالات متحده منتشر شد.

## بازیگران
- استیون سیگال در نقش مت کانر
- لیدیا اردن در نقش بکی کانر
- لانس هنریکسن
- رنی الیس گولدزبری
- بلانچارد راین
- آرتور جی.ناسکارلا
- پال کالدرون
- مارک الیوت ویلسون
- وست استیونز
- نیل گریفیتز

## فیلمبرداری
این فیلم در محل بریجپورت، کنتیکت در ۳۷ روز در تاریخ ۲۰ مه تا ۲۶ ژوئن ۲۰۰۷ فیلمبرداری شده‌است.